# Barbus unitaeniatus
Barbus unitaeniatus е вид лъчеперка от семейство Шаранови (Cyprinidae). Видът не е застрашен от изчезване.

## Разпространение
Разпространен е в Ангола, Ботсвана, Демократична република Конго, Замбия, Зимбабве, Намибия и Южна Африка.

## Описание
На дължина достигат до 14 cm.